# Snake (rijeka)
Snake je najveća pritoka rijeke Columbije, na sjeverozapadu Sjedinjenih Američkih Država duga 1 670 km.

## Zemljopisne karakteristike
Snake river izvire na obrocima Stjenovitih planina u jugoistočnom kutu Nacionalnog parka Yellowstone u Wyomingu.Nakon tog protiče kroz Jezero Jackson pa se probija krivudavim kanjonima kroz Planine Teton u pravcu juga. Nakon što primi rijeku Greys ulazi u Idaho preko akumulacijskog jezera Palisades. Nakon vulkanskog gejzira Heise, Snake napušta planine i ulazi u svoju široku kotlinu u južnom Idahu, teren po kojem je nekoć tekla lava - tu teče prema zapadu. Na krajnjem zapadu države, prima pritoku Boise, pa naglo skreće na sjever, i tako teče dobrih 348 km, stvarajući granicu između Idaha i Oregona. A nakon toga i granicu između Idaha i Washingtona sve do grada Lewiston, nakon tog skreće na zapad i teče kroz državu Washington u velikom luku, da se na kraju ulije u Rijeku Columbiju južno od grada Pasco, nakon prijeđenih 1 670 km.
Snake river sa svojim pritokama ima slijev velik oko 282 000 km², koji se proteže preko američkih saveznih država Wyoming, Utah, Nevada, Idaho, Oregon i Washington.
Zmijska rijeka ima veliki pad, jer se od skoro 3 000 m, spušta na svega 90 m kod svog ušća u Columbiju.
U svom gornjem toku, iznad gradića Heise Hill u Idahu, vode Zmijske rijeke i njenih pritoka koriste se za navodnjavanje i pokretanje brojnih hidroelektrana. Rijeka je pregrađena s nekoliko brana, od kojih su najveće Heise Hill i Palisades iznad kojih su velika akumulaciona jezera. Na pritoci Teuton se 1976. urušila Brana Teton, što je uzrokovalu katastrofalnu poplavu u kotlini rijeke. Glavne pritoke Zmijske rijeke ispod gejzira Heise su rijeke; Henrys Fork (najveća), Blackfoot, Portneuf, Raft i Big Wood. U tom dijelu rijeka ima dva velika vodopada Twin Falls i Shoshone Falls, s padom od 20 i 65 m, koji se nalaze pored grada Twin Falls, nizvodno od brane Milner.
I u srednjem toku, od gradića King Hill do Weisera u Idahu se vode Zmijske rijeke koriste za pokretanje hidroelektrana. U ovom dijelu su najveće pritoke; Payette, Owyhee, Malheur i Boise.
Donji tok Zmijske rijeke od Weisera do ušća, poznat je po kanjonu Hells dubine 1.6 km, jednim od najdubljih u Sjevernoj Americi. Na kraju tog kkanjona u rijeku utiče posljednja velika pritoka Salmon.
Uz Zmijsku rijeku nalaze se brojne rekreacione zone i parkovi prirode, najpoznatiji je Hells Canyon.

## Povezane stranice
- Rijeka Columbia
- Popis najdužih rijeka na svijetu

## Vanjske poveznice
- Snake River na portalu Encyclopædia Britannica (engl.)